# Jared Wolfe
Jared Wolfe (Seaford, 9 settembre 1998) è un giocatore di football americano statunitense, che gioca come wide receiver per i Potsdam Royals.